# Kikierino
Kikierino (ros. Кикерино) – osiedle w Rosji, w obwodzie leningradzkim, w rejonie wołosowskim. W 2010 liczyło 1959 mieszkańców.